# Unico testimone
Unico testimone (Domestic Disturbance) è un film del 2001 diretto da Harold Becker, con John Travolta e Vince Vaughn.

## Trama
Danny Morrison, dodici anni, è un adolescente figlio di genitori separati: Frank, costruttore di barche in legno, e Susan. Ragazzino inquieto e turbolento, con un passato di bugiardo alle spalle, il suo carattere peggiora quando la madre intreccia una relazione con Rick Barnes, uomo di spicco della città, con il quale finisce per sposarsi. Il giorno delle nozze, si presenta al matrimonio uno sconosciuto, Ray Coleman. Frank, incuriosito dalla tensione che nota fra lui e Rick, chiede ad entrambi, in momenti diversi, come si sono conosciuti, ottenendone versioni discordanti, ma inizialmente non dà peso alla cosa.
Tempo dopo, una sera, dopo aver sentito sua madre dire a Rick di essere incinta, il ragazzino si ribella alla donna, decidendo poi di scappare da casa per andare dal padre, al quale è rimasto molto legato. Approfittando perciò di un'uscita di Rick, che dice di doversi recare in città, si nasconde nella sua auto. Poco dopo essere partito però, l'uomo fa tappa in un motel, dove fa salire Ray Coleman. Rimessosi in viaggio, dopo aver parlato un po' con lui, lo uccide. Trasportato poi il cadavere nella fabbrica di mattoni di sua proprietà, lo brucia in un altoforno, assieme a tutti gli effetti personali. Danny, che ha assistito alla scena, riesce a scappare senza essere visto e corre da Frank a riferirgli l'accaduto. Assieme al padre e alla sua convivente, si recano quindi dalla polizia per denunciare il fatto, ma non viene creduto da nessuno, in quanto gli agenti ritengono che il racconto del ragazzino sia l'ennesima bugia volta a far riavvicinare i suoi genitori. Dopo un tentennamento iniziale però, forte del fatto che Danny a lui non ha mai mentito, Frank comincia ad indagare sul passato di Rick, a lui totalmente sconosciuto.
Cercando informazioni su Internet e contattando le persone giuste, Frank scopre che il marito della sua ex moglie, prima di presentarsi come Rick Barnes, si chiamava Jack Parnell ed era stato imputato per rapina, estorsione e tentato omicidio. Assieme a Ray Coleman e ad altri due complici (Thomas "Tommy" O'Leary e John Randall), anni prima si era reso protagonista di una rapina che aveva fruttato parecchi soldi. Catturati però dalla polizia, mentre lui aveva trovato un bravo avvocato che gli aveva fatto evitare il carcere, Ray e i suoi amici erano stati invece condannati. Una volta uscito di prigione, Ray si era quindi messo sulle tracce dell'ex compagno e, dopo averlo visto sui rotocalchi cittadini con la sua nuova identità, aveva iniziato a fargli pressione per farsi dare la parte di denaro che ancora gli spettava.
Scoperta la verità, Frank spedisce un'e-mail alle autorità con allegati i vecchi trafiletti di giornale che parlavano delle malefatte passate di "Rick", ma quest'ultimo, intrufolatosi a casa dell'uomo, tenta di ucciderlo, prima tramortendolo, poi dando fuoco alla rimessa per le barche con annessa casa dove Frank si era trasferito dopo il divorzio. Ripresi però i sensi in tempo, Frank riesce a mettersi in salvo. Dal canto suo, "Rick", rientrato a casa convinto invece di aver ucciso il rivale, viene visto dalla moglie Susan mentre cerca di tamponarsi un braccio rimasto ustionato nell'incendio. Dalla notizia sull'incidente appena vista al telegiornale, la donna capisce che "Rick" é l'autore del rogo e che il figlio Danny ha detto la verità. Cerca perciò di scappare di casa con lui, ma, accortosene, "Rick" riesce a bloccarla e a stordirla. Convinto invece di averla uccisa, il criminale lega poi Danny e lo carica in macchina, per allontanarsi da casa allo scopo di ucciderlo e di cancellare così ogni prova della sua colpevolezza.
Frank però riesce a raggiungere l'abitazione in tempo, dove ingaggia una colluttazione con "Rick" che si conclude con Danny che riesce ad uscire dall'auto nonostante le mani legate per spingere il patrigno contro un quadro elettrico aperto, che gli provoca la morte per folgorazione.
All'arrivo dei soccorsi e della polizia, gli agenti si scusano con Danny per non avergli creduto ed aver dato così tanta fiducia a "Rick". Il ragazzo accetta, per poi ricongiungersi con il padre, mentre un'ambulanza porta via Susan, a cui la caduta provocatale da "Rick" ha fatto perdere il bambino.

## Produzione
Nell'aprile 2001, durante le riprese a Wilmington, North Carolina, l'attore Steve Buscemi è stato sfregiato al volto dopo essere intervenuto in uno scontro tra il suo amico Vince Vaughn, lo sceneggiatore Scott Rosenborg e un uomo locale, Timothy Fogerty, che presumibilmente ha causato la rissa.

## Accoglienza
Distribuito a partire dal 2 novembre 2001, non si dimostra un successo commerciale, incassando solo $54 milioni a fronte dei 75 di budget.

### Critica
Viene accolto negativamente dalla critica, ricevendo una valutazione media di 4/10 e con il 24% di rating su Rotten Tomatoes e con una valutazione di 29/100 su Metacritic.
Il critico Roger Ebert lo recensisce con una voto di 1.5/4,  raccontando un aneddoto sul fatto che i suoi colleghi di Chicago avessero visto l'ultima bobina sbagliata. Lui, che invece aveva visto quella corretta, scrive: "Nell'ultima bobina mancava la musica finale. La musica è l'ultima cosa sbagliata di quella bobina."

## Riconoscimenti
- 2001 - Razzie Awards
  - Candidatura Peggior attore protagonista a John Travolta
- 2009 - Razzie Awards
  - Candidatura Peggior attore del decennio a John Travolta
- 2001 - San Diego Film Critics Society Awards
  - Premio Speciale a Steve Buscemi
- 2002 - Young Artist Awards
  - Candidatura Miglior attore giovane non protagonista a Matt O'Leary